# Mémorial de Lazarevac
Le mémorial de Lazarevac (en serbe cyrillique : Спомен костурница у Лазаревцу ; en serbe latin : Spomen kosturnica u Lazarevcu) est situé à Lazarevac près de Belgrade, en Serbie. Il est lié au souvenir des soldats tués au cours de la bataille de la Kolubara (1914). Constitué d'une église et d'un ossuaire, il est inscrit sur la liste des monuments culturels d'importance exceptionnelle de la république de Serbie et sur la liste des biens culturels de la ville de Belgrade.

## Présentation

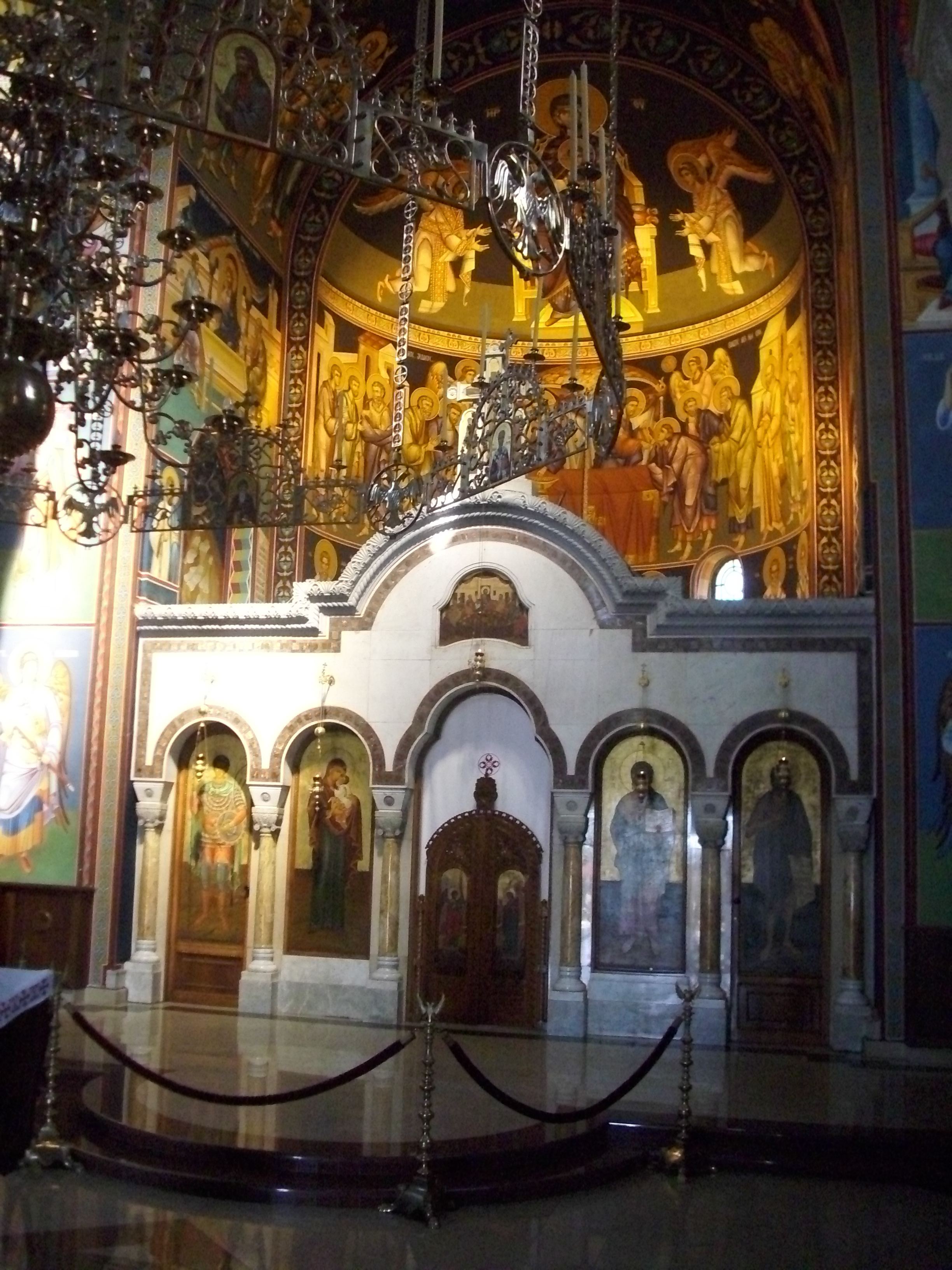
L'intérieur de l'église

La bataille de la Kolubara s'est déroulée du 16 novembre au 15 décembre 1914 et elle est considérée comme la plus importante victoire serbe de la Première Guerre mondiale car elle a permis d'arrêter puis de repousser les troupes austro-hongroises qui tentaient d'envahir la Serbie. Au cours de la bataille les Autrichiens perdirent 28 000 hommes et les Serbes 22 000.

## Site
Le projet de bâtir une église avec un ossuaire remonte à 1921. Les travaux de construction, quant à eux, ont commencé en 1938, sur des plans de l'architecte Ivan Afanasjevič Rik qui a conçu le bâtiment sur le modèle du mausolée royal d'Oplenac à Topola. Le 7 juillet 1941, Lazarevac fut bombardée par les nazis et l'église fut endommagée ; elle fut restaurée après la Seconde Guerre mondiale.
L'église du mémorial, dédiée à saint Dimitri, est de style néo-byzantin. Elle possède une crypte qui abrite les corps de 20 000 soldats tués lors de la bataille de la Kolubara ; au centre se trouvent des plans permettant aux visiteurs de mesurer les enjeux de la bataille et de suivre le déroulement des combats. La crypte conserve encore un relief réalisé par le sculpteur Mihailo Tomić.